# William D'Souza
William D'Souza (Madanthar, 5 de março de 1946) - padre católico romano indiano, jesuíta, nos anos 2007-2020 o arcebispo de Patna.
Foi ordenado sacerdote em 3 de maio de 1976 na congregação jesuíta. Trabalhou nas paróquias jesuítas da província de Patna, foi também secretário do arcebispo local e provincial.
Em 12 de dezembro de 2005, foi nomeado bispo da recém-criada diocese de Buxar. Foi consagrado bispo em 25 de março de 2006 pelo arcebispo Dom Pedro López Quintana. Os co-consagradores foram o Arcebispo de Patna, Benedict John Osta, e John Baptist Thakur, Bispo de Muzaffarpur.
Em 1º de outubro de 2007, o Papa Bento XVI o nomeou Arcebispo de Patna. Em 9 de dezembro de 2020, o Papa Francisco aceitou sua renúncia.